# Mieming
Mieming è un comune austriaco di 3 698 abitanti nel distretto di Imst, in Tirolo. Esso si trova a 19 chilometri a est di Imst e a 6 chilometri a ovest di Telfs. L'economia del paese si basa sull'agricoltura e sul turismo estivo.